# Kazimierz Cisowski
Kazimierz Cisowski (ur. 7 lutego 1916 w Grybowie, zm. 13 grudnia 1992 w Krakowie) – polski piłkarz.
Cisowski był wychowankiem Polonii Kraków, z której w 1935 roku trafił na sześć lat do Wisły Kraków. Podczas okupacji wojennej występował w latach 1941–1944 w AKS–ie Chorzów. W 1945 roku wrócił do Wisły, z którą dwukrotnie zdobył wicemistrzostwo (1947, 1948) oraz mistrzostwo Polski (1949, 1950). W sezonie 1951 Wisła zajęła w rozgrywkach ligowych pierwsze miejsce, jednak władze piłkarskie zdecydowały o przyznaniu tytułu mistrzowskiego tryumfatorowi Pucharu Polski – Ruchowi Chorzów. Karierę zakończył w 1952 roku będąc zawodnikiem Błękitnych Kielce.
Pochowany na cmentarzu wojskowym przy ul. Prandoty w Krakowie (kw. LXXXI-4-8).

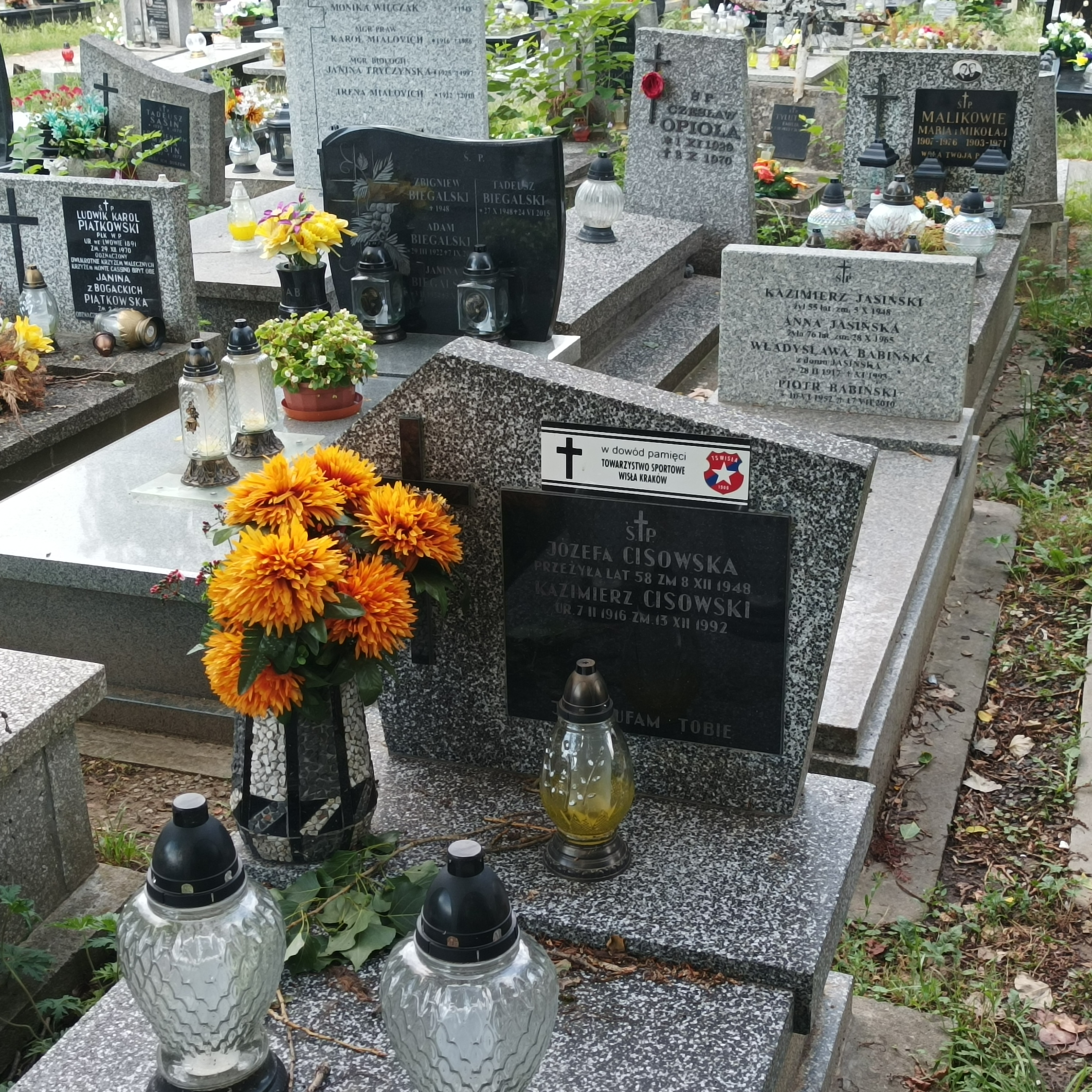
Grób Kazimierza Cisowskiego na cmentarzu przy ul. Prandoty